# Buchnera albiflora
Buchnera albiflora är en snyltrotsväxtart som beskrevs av Sidney Alfred Skan. Buchnera albiflora ingår i släktet Buchnera och familjen snyltrotsväxter. Inga underarter finns listade i Catalogue of Life.